# Gunnar Sjöström (skolman)
Johan Gunnar Sjöström, född 13 juni 1905 i Burträsks församling, Västerbottens län, död 1981, var en svensk skolman. Han var bror till Henning Sjöström.
Sjöström, som var son till hemmansägare Johan Sjöström och Lina Lindmark, avlade folkskollärarexamen i Luleå 1930 och studentexamen i Lund. Han var ordinarie folkskollärare i Burträsk 1930–1933, extra ordinarie i Sala 1931–1932, i Skellefteå 1933–1934, ordinarie från 1935 och blev distriktsöverlärare 1947. Han undervisade i Skellefteå stads yrkesskola och var föreståndare för ungdomsförmedlingen. Han blev kommunal folkskoleinspektör 1954 och skoldirektör 1958. Han var expert i kommittén för ungdomsvårdsskolor 1959 samt sakkunnig vid Socialstyrelsen och Skolöverstyrelsen.